# 浜尾行泰
浜尾 行泰（はまお ゆきやす）は、戦国時代から江戸時代前期にかけての武将。二階堂氏、伊達氏の家臣。

## 略歴
天文11年（1542年）、浜尾儀泰の嫡男として誕生。
天正10年（1582年）、居城・新田城を遠藤対馬守に渡し今泉城へ移った。天正17年（1589年）の伊達政宗の須賀川城攻めに際して、嫡男・盛泰、次男・川島宗泰と共に政宗に内応、須賀川城攻めの先陣を務めた。以後、伊達政宗に仕える。慶長5年（1600年）の伊達政宗による白石城（上杉氏の城）攻めにも従軍した。
元和8年（1622年）、死去。享年81。